# Beatrice Chebet
Pour les articles homonymes, voir Chebet.
Beatrice Chebet, née le 5 mars 2000, est une athlète kényane, spécialiste des courses de fond, double championne olympique. Elle est l'actuelle détentrice des records du monde du 10 000 m en 28 min 54 s 14, temps établi le 25 mai 2024 à Eugene, et du 5 000 m en 13 min 58 s 6, réalisé le 5 juillet 2025 sur la même piste. 

## Biographie
Pour ses débuts au niveau international, Beatrice Chebet n’impressionne pas, terminant quatrième sur le 3 000 mètres lors des championnats du monde d'athlétisme jeunesse 2017 et dixième des championnats d'Afrique de cross-country 2018. Sur le reste de sa saison 2018, Beatrice Chebet montre ses progrès et est sacrée championne juniors du Kenya du 5 000 mètres avant de remporter en juillet la médaille d'or sur cette même distance lors des championnats du monde juniors d'athlétisme 2018 organisés à Tampere en Finlande devant les athlètes éthiopiennes Ejgayehu Taye et Girmawit Gebrzihair,. Avec cette victoire, la coureuse kenyane met fin à l’hégémonie des Éthiopiennes sur l’épreuve, titrées annuellement depuis 2006, grâce à un dernier tour en 62 s 66. Elle confirme sa bonne forme en octobre en gagnant le cross-country de Ndalat Gaa.
En mars 2019, Chebet gagne le titre junior femmes des championnats du monde de cross-country organisés à Aarhus au Danemark en battant sur la ligne ses rivales éthiopiennes Alemitu Tariku et Tsigie Gebreselama après une révision vidéo de l'IAAF.

### Championne d'Afrique et vice-championne du monde (2022)
En 2022, elle remporte le 5 000 m des championnats du Kenya. En juin, Chebet devient championne d'Afrique du 5 000 m à Saint-Pierre, trois ans après avoir remporté le titre chez les moins de 20 ans, avec un temps de 15 min 0 s 82,. En juillet, elle obtient la médaille d'argent du 5 000 m lors des Championnats du monde d'athlétisme 2022, à Eugene, devancée par Gudaf Tsegay au sprint,.
En septembre, elle s'adjuge la finale de la Ligue de diamant 2022 lors du Weltklasse Zurich dans une course organisée en plein centre-ville de Zurich grâce à une accélération tardive qui lui permet de battre Margaret Chelimo Kipkemboi d'une demi-seconde. Elle réalise alors son record personnel avec un temps de 14 min 31 s 03 et la cinquième meilleure performance de l'année. Sa victoire en Suisse lui permet de se qualifier pour les championnats du monde d'athlétisme 2023.

### Championne du monde de cross, record du monde du 5 km (2023)

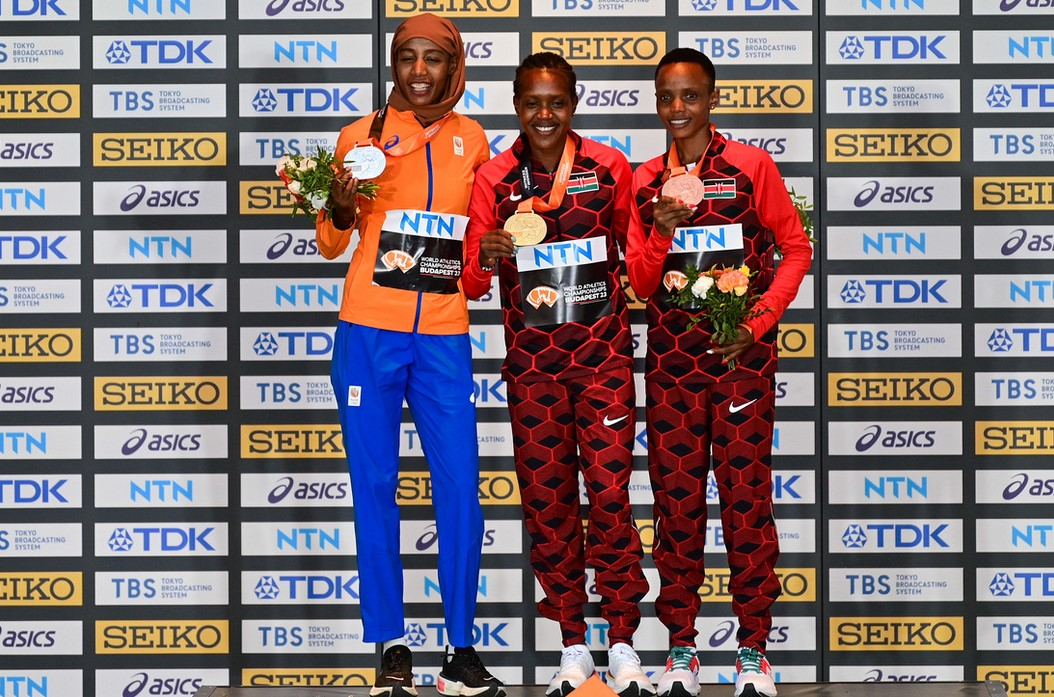
Beatrice Chebet (à droite) sur le podium du 5000 m des championnats du monde 2023.

En février 2023, elle remporte le championnat du monde de cross-country féminin senior en dépassant dans le sprint final Letesenbet Gidey à une vingtaine de  mètres de l'arrivée, cette dernière chutant de fatigue.
Elle remporte le meeting des Bislett Games à Oslo en portant son record sur 3 000 m à 8 min 25 s 01, puis s'impose sur le 5 000 m du Bauhaus-Galan à Stockholm, épreuves comptant pour la Ligue de diamant 2023, elle s'incline néanmoins face à Gudaf Tsegay lors du meeting de Londres. Lors des championnats du monde de Budapest, en août 2023, elle remporte la médaille de bronze du 5 000 m derrière Faith Kipyegon et Sifan Hassan. En septembre 2023, elle termine deuxième de la finale de Ligue de diamant à Eugene, devancée par Gudaf Tsegay.
Le 31 décembre 2023 à Barcelone, Beatrice Chebet établit un nouveau record du monde du 5 kilomètres sur route en parcourant la distance en 14 min 13 s, soit six secondes de mieux que le record de Ejgayehu Taye (14 min 19 s en 2021),.

### Record du monde du 10 000 m (2024)
En mars 2024, elle remporte pour la deuxième fois consécutive l'épreuve individuelle des Championnats du monde de cross.
Le 25 mai 2024 au cours de la Prefontaine Classic à Eugene, Beatrice Chebet améliore de près de 7 secondes le record du monde du 10 000 mètres détenu depuis 2021 par Letesenbet Gidey en réalisant le temps de 28 min 54 s 14. Elle devient la première athlète à descendre sous les 29 minutes sur cette distance.
Aux Jeux olympiques de Paris elle devient double championne olympique du 5 000 et du 10 000 m.

### Record du monde du 5 000 m (2025)
Le 5 juillet 2025, lors de la Ligue de Diamant à Eugene, elle améliore le record du monde du 5 000 mètres détenu par Gudaf Tsegay depuis 2023, en réalisant 13 min 58 s 6. Elle devient à cette occasion la première femme à passer sous les 14 minutes sur cette distance.

## Palmarès
| Date | Compétition                               | Lieu             | Résultat | Épreuve                    | Temps          |
| ---- | ----------------------------------------- | ---------------- | -------- | -------------------------- | -------------- |
| 2018 | Championnats du monde juniors             | Tampere          | 1re      | 5 000 m                    | 15 min 30 s 77 |
| 2019 | Championnats du monde de cross            | Aarhus           | 1re      | Course individuelle junior | 20 min 50 s    |
| 2019 | Championnats du monde de cross            | Aarhus           | 2e       | Par équipes juniors        |                |
| 2019 | Championnats d'Afrique juniors            | Abidjan          | 1re      | 5 000 m                    | 16 min 2 s 66  |
| 2022 | Championnats d'Afrique                    | Saint-Pierre     | 1re      | 5 000 m                    | 15 min 0 s 82  |
| 2022 | Championnats du monde                     | Eugene           | 2e       | 5 000 m                    | 14 min 46 s 75 |
| 2022 | Jeux du Commonwealth                      | Birmingham       | 1re      | 5 000 m                    | 14 min 38 s 21 |
| 2022 | Ligue de diamant                          | Ligue de diamant | 1re      | 3 000 m / 5 000 m          |                |
| 2023 | Championnats du monde de cross            | Bathurst         | 1re      | Course individuelle        | 33 min 48 s    |
| 2023 | Championnats du monde de cross            | Bathurst         | 1re      | Par équipes                |                |
| 2023 | Championnats du monde                     | Budapest         | 3e       | 5 000 m                    | 14 min 54 s 33 |
| 2023 | Ligue de diamant                          | Ligue de diamant | 2e       | 5 000 m                    | 14 min 05 s 92 |
| 2023 | Championnats du monde de course sur route | Riga             | 1re      | 5 km                       | 14 min 35 s    |
| 2024 | Championnats du monde de cross            | Belgrade         | 1re      | Course individuelle        | 31 min 5 s     |
| 2024 | Championnats du monde de cross            | Belgrade         | 1re      | Par équipes                |                |
| 2024 | Jeux olympiques                           | Paris            | 1re      | 5 000 m                    | 14 min 28 s 56 |
| 2024 | Jeux olympiques                           | Paris            | 1re      | 10 000 m                   | 30 min 43 s 25 |

## Records
| Épreuve   | Temps               | Lieu      | Date             |
| --------- | ------------------- | --------- | ---------------- |
| 3 000 m   | 8 min 24 s 05       | Xiamen    | 2 septembre 2023 |
| 5 000 m   | 13 min 58 s 06      | Eugene    | 5 juillet 2025   |
| 5 km (Wo) | 14 min 13 s (WR)    | Barcelone | 31 décembre 2023 |
| 10 000 m  | 28 min 54 s 14 (WR) | Eugene    | 25 mai 2024      |